# ジェームズ・コミー
ジェームズ・ブライエン・“ジム”・コミー・ジュニア (James Brien "Jim" Comey, Jr., 1960年12月14日 - ) は、アメリカ合衆国の法律家。2013年9月4日から2017年5月9日まで7代目アメリカ連邦捜査局長官を務めた。
2002年1月7日から2003年12月15日までニューヨーク州南部管轄連邦検事であった。その後2003年12月9日から2005年8月15日までアメリカ合衆国司法副長官を務めた。コミーは司法省のナンバー2として日常業務を担当した。
2003年12月にアメリカ合衆国司法副長官としてコミーはジョン・アシュクロフト司法長官が自らを忌避した後、親友でありかつての同僚でもあったパトリック・フィッツジェラルドをイリノイ州シカゴの連邦検事に任命し、フィッツジェラルドは"プレイム事件"の特別弁護士となった。
2005年8月に司法省を去り、メリーランド州ベテスダに本拠を置くロッキード・マーティンの法務担当責任者及び上級副社長に就任した。 2010年にはコネチカット州ウエストポートに本社を置くブリッジウォーター・アソシエイツの法務担当責任者に就任。 2013年初頭にはブリッジウォーターを去ってニューヨーク市のコロンビア大学法科大学院で上級調査研究員及びロジャー・ハートッグフェローに就任した。彼は2013年7月までHSBCホールディングスの取締役であった。

## 生い立ち及び教育
1960年12月14日にニューヨーク州ヨンカーズでブライエン・コミー及びジョアン夫妻の間に誕生し、ニュージャージー州アレンデールで成長した。彼の父親は企業の不動産管理を担当し、母親は家事をしながらコンピュータコンサルタントを務めた。コミーはアイルランド系であった。アレンデールのノーザン・ハイランズ・リージョナル・ハイスクールに通い、卒業後はウィリアム・アンド・メアリー大学に進学、科学と神学を専攻し1982年に卒業した。彼の卒業論文は自由主義神学者ラインホルド・ニーバーと保守的テレビ伝道師ジェリー・ファルエルを分析し、一般的な行為に対する共通の信念を強調するものだった。1985年にはシカゴ大学・ロー・スクールを卒業、法務博士（専門職）の学位を得た。

## 初期の経歴 (1985年から2001年まで)
ロー・スクール卒業後にコミーはニューヨーク・マンハッタンのジョン・M・ウォーカー・ジュニア裁判官の書記として働いた。次にギブソン・ダン＆クラッチャー法律事務所のアソシエイト弁護士として働いた。1987年から1993年まで、ニューヨーク南地区の地方検事であった。そこでは刑事局の副責任者であり、ガンビーノ一家の訴追を支援した

。

## 7代目アメリカ連邦捜査局長官
2013年9月にコミーはバラク・オバマ大統領によって7代目アメリカ連邦捜査局長官に任命された。
2016年10月28日にコミーはヒラリー・クリントンのメール問題について捜査の再開を明らかにした。2016年アメリカ合衆国大統領選挙の投票日の目前であり、大統領選挙に介入したとの批判を浴びることになった。彼の2016年アメリカ合衆国大統領選挙での役割で特に公衆通信に関する物は非常に議論の的となり、クリントンのドナルド・トランプに対する選挙敗北の要因とされている。
2017年5月9日にドナルド・トランプ大統領より連邦捜査局長官を解任された。解任理由として2016年アメリカ合衆国大統領選挙におけるロシアの干渉に関する捜査も取り沙汰されているが、後日トランプ大統領は解任理由として「目立ちたがり屋で、組織を混乱させていた」ことを挙げている。
2017年6月8日にロシアゲートに関してジェームズ・コミーはアメリカ連邦捜査局前長官としてアメリカ上院情報特別委員会の公聴会で証言した。
コミーは席上でロシアがアメリカの大統領選挙に干渉したことは「疑いは無い」と述べた。ドナルド・トランプ大統領から大統領自身が捜査対象では無いと公表するよう要求されたが、そうすると捜査状況に変化が生じた時に内容を訂正する義務が生じる可能性があるため、公表しなかったと説明している。トランプ大統領がコミーに対して大統領への忠誠を求めたことには、行政機関においてFBIは伝統的に独立した地位にあるため不安に感じたと説明した。大統領との会話の内容を詳細なメモに残した理由を、トランプ大統領がウソをつくことを恐れたためと説明した。大統領から「彼(アメリカのフリン前国家安全保障担当大統領補佐官)はいいやつだ。捜査から手を引くことを望む」との発言は捜査中止の命令では無いが、大統領の指示だと受け止めたと発言した。

## 辞任後
2018年4月17日にアメリカ連邦捜査局長官時代の回顧録『A Higher Loyalty』を出版した。多くの予約が入ったことで初版段階で85万部という売り上げとなった。